# 感情予測
感情予測（かんじょうよそく、英: Affective forecasting）とは、将来の自分の感情（情緒的状態）を予測することである。選好、決定、および行動に影響を与えるプロセスとして、感情予測は心理学者と経済学者の両方によって研究され、幅広い応用がある。快楽予測、快楽予測メカニズムともいう。

## 歴史
道徳感情論（1759年）において、アダム・スミスは快楽予測の誤りがもたらす個人的な課題と社会的利益について観察した：
［考えてみよう］天が怒りの中で野心を授けた貧しい男の息子を。彼が周りを見回し始めるとき、金持ちの状態を称賛する…。そしてそれに到達するために、彼は永遠に富と偉大さの追求に身を捧げる…。一生を通じて彼は決して到達できないかもしれない人工的で優雅な安息の考えを追い求め、そのためにいつでも手の内にある本当の平穏を犠牲にし、老齢の極みで最終的に達成したとしても…、それが彼が見捨てた謙虚な安全と満足感に何ら優るものではないことを知るだろう。そして、人生の最後の残りかすの中で、彼の体は労働と病気で衰え、彼の心は千の侮辱と失望の記憶によって傷つき乱されて…、彼はついに富と偉大さが単なる軽薄な効用のつまらないものであることを見出し始める。
［しかし］自然がこのような方法で我々を欺くことは良いことである。この欺瞞こそが人類の産業を継続的な運動に起こさせ続けるものである。
1990年代初頭、カーネマンとスネルは快楽予測の研究を開始し、それが意思決定に与える影響を検討した。「感情予測」という用語は後に心理学者ティモシー・ウィルソンとダニエル・ギルバートによって作られた。初期の研究は感情予測の測定のみに焦点を当てる傾向があったが、その後の研究は予測の正確さを調査し始め、人々が将来の感情状態について驚くほど不十分な判断者であることを明らかにした。例えば、宝くじに当選することなどの出来事が自分の幸福にどのように影響するかを予測するとき、人々は将来の肯定的な感情を過大評価しがちであり、単一の宝くじイベント以外にも感情状態に寄与する可能性のある多くの他の要因を無視する。感情予測における系統的な誤りに関連する認知バイアスの一部は、焦点化、ホット-コールド共感ギャップ、およびインパクト・バイアスである。

## 応用
感情予測は伝統的に経済学者と心理学者から最も注目を集めてきたが、その発見は幸福研究、法律、および医療を含む様々な分野から関心を生み出してきた。意思決定と幸福への影響は、これらの分野の政策立案者と分析者にとって特に関心事であるが、倫理学においても応用がある。例えば、人生を変える出来事に適応する能力を過小評価する傾向は、法理論家に不法行為損害賠償の背後にある前提に疑問を投げかけるように導いた。行動経済学者は、予測と実際の感情的結果の間の相違を、異なるタイプの効用と福祉のモデルに組み込んでいる。この相違は、多くの重要な健康に関する決定が患者の将来の生活の質に対する認識に依存するため、医療アナリストにも関心がある。

## 概要
感情予測は、感情価（すなわちポジティブまたはネガティブ）、経験する特定の感情、その持続時間、およびその強度の4つの要素に分けることができる。エラーは4つの要素すべてで発生する可能性があるが、研究は圧倒的に、通常は過大評価の形で、バイアスを受けやすい2つの領域が持続時間と強度であることを示している。免疫無視はネガティブな出来事に対するインパクト・バイアスの一形態であり、人々は自分の回復が**心理的免疫システム**によってどれだけ加速されるかを予測することができない。心理的免疫システムは、ギルバートによれば「悪いことが起きたときに気分を良くするのを助ける防御システム」の比喩である。平均して、人々は将来のイベントに対する感情予測についてかなり正確である。しかし、一部の研究は、より複雑な社会的イベントに対する特定の感情を予測することは、より大きな不正確さにつながることを示している。例えば、あるタイプの研究では、多くの女性がジェンダーによるハラスメントに遭遇した場合に怒りの感情を予測するが、実際には、はるかに高い割合が恐怖の感情を報告することがわかった。その他の研究では、感情予測の正確さは、ネガティブな感情よりもポジティブな感情の方が高いことが示唆されている。これは知覚されたネガティブな出来事に対して過剰反応する全体的な傾向を示している。ギルバートとウィルソンは、これは心理的免疫システムの結果であると主張している。
感情予測は現在の瞬間に行われるが、研究者はその将来の結果も調査している。つまり、彼らは予測を現在の予測と将来のイベントを包含する2段階のプロセスとして分析している。現在と将来の段階を分解することで、研究者は正確さを測定し、エラーがどのように発生するかを明らかにすることができる。例えば、ギルバートとウィルソンは、エラーをそれらが影響する要素と予測プロセスに入る時期に基づいて分類している。感情予測の現在の段階では、予測者は将来のイベントの精神的表象を思い浮かべ、それに対してどのように感情的に反応するかを予測する。将来の段階には、イベントの発生に対する最初の感情反応と、その後の感情的結果、例えば最初の感情の消失が含まれる。
予測プロセス全体でエラーが発生すると、人々はバイアスを受けやすくなる。これらのバイアスは、人々が将来の感情を正確に予測する能力を無効にする。エラーは外在的要因（フレーミング効果など）または内在的要因（認知バイアスや期待効果など）によって生じる可能性がある。正確さはしばしば予測者の現在の予測と最終的な結果の間の相違として測定されるため、研究者は時間が感情予測にどのように影響するかも研究している。例えば、人々が遠い出来事を近い出来事とは異なる方法で表現する傾向は、構成レベル理論に捉えられている。
人々が一般的に不正確な感情予測者であるという発見は、幸福とその成功した追求の概念化、および分野を超えた意思決定 に最も明らかに組み込まれている。感情予測における発見は、福祉をどのように定義するかについての哲学的および倫理的議論を刺激している。応用レベルでは、発見は医療政策、不法行為法、消費者の意思決定、および効用の測定（経済学、法律、および健康に関する以下のセクションを参照）に対するさまざまなアプローチに情報を提供している。
より新しく矛盾する証拠は、感情予測における強度バイアスが以前の研究が示すほど強くない可能性があることを示唆している。メタアナリシスを含む5つの研究は、感情予測における過大評価が部分的に過去の研究の方法論によるものであるという証拠を回収している。彼らの結果は、一部の参加者が感情予測テストにおける特定の質問を誤解していたことを示している。例えば、ある研究では、学部生が選挙に関連して「一般的に」どう感じているかと、選挙に関連して「特定的に」どう感じているかを尋ねられた場合と比較して、選挙への言及の有無にかかわらず「一般的に」どう感じているかと尋ねられた場合に、経験した幸福レベルを過大評価する傾向があることがわかった。調査結果によると、一般的な質問をされた参加者の75%〜81%がそれらを誤解していた。課題の明確化後、参加者はより正確に感情の強度を予測することができた

## 主要なエラーの原因
予測エラーは一般的に認知過程に関する文献から生じるため、多くの感情予測エラーは密接に関連または重複する構成概念（例えば投影バイアスおよび共感ギャップ）である認知バイアスから派生し、しばしばそのように枠組みされる。以下は、予測エラーに寄与する一般的に引用される認知プロセスのリストである。

### 感情におけるエラーの主要な原因

#### インパクト・バイアス
様々な集団や状況で感情予測における最も一般的なエラーの原因の1つはインパクト・バイアスであり、これは将来のイベントの感情的影響を、強度または持続時間の点で過大評価する傾向である。強度と持続時間を過大評価する傾向は両方とも、感情予測において堅固で信頼性の高いエラーである。
インパクト・バイアスを記録した研究の1つは、住宅抽選に参加する大学生を調査した。これらの学生は、望ましい寮または望ましくない寮に割り当てられた1年後に、どれだけ幸せまたは不幸になるかを予測した。これらの大学生は、抽選の結果が自分の幸福レベルに有意義な違いをもたらすと予測したが、フォローアップのアンケートでは、望ましい寮または望ましくない寮に割り当てられた学生はほぼ同じレベルの幸福を報告した。したがって、予測の違いは住宅の割り当てが将来の幸福に与える影響を過大評価した。
一部の研究は特に「持続性バイアス」、つまり将来の感情反応が続く時間の長さを過大評価する傾向に対処している。人々が将来の感情の強度を正確に見積もることができたとしても、その持続時間を見積もることができない可能性がある。持続性バイアスは一般的にネガティブなイベントに対する反応でより強い。これは人々が持続的な幸福をもたらすと信じるイベントに向かって働く傾向があり、持続性バイアスによれば、人々は間違ったものに向かって働いているかもしれないため重要である。インパクト・バイアスと同様に、持続性バイアスは人が自分の幸福の根本原因がどこにあるかを過度に強調する原因となる。
インパクト・バイアスは広い用語であり、より具体的な多数のエラーをカバーしている。インパクト・バイアスの提案された原因には、免疫無視、焦点化、および誤解などのメカニズムが含まれる。感情予測におけるインパクト・バイアスの普及は、それが将来の医療イベントに対する患者の期待と患者-提供者の関係の両方に影響を与えるため、医療専門家にとって特に懸念されている（健康を参照）。

#### 期待効果
以前に形成された期待は、イベント自体に対する感情反応を変更し、予測者に最初の予測を確認または反証するよう動機づける可能性がある。このように、自己成就予言は予測者が正確な予測を行ったという認識につながる可能性がある。不正確な予測も期待効果によって増幅される可能性がある。例えば、映画が楽しいと期待する予測者は、それがつまらないと感じた場合、期待がなかった予測者よりも著しくそれが嫌いになる。

#### 意味づけプロセス
主要な人生イベントは人々の感情に非常に長い間大きな影響を与える可能性があるが、その感情の強度は時間とともに減少する傾向があり、これは「感情の消失」として知られる現象である。予測を行う際、予測者はしばしばこの現象を見落とす。心理学者は、感情が放射性同位体のように時間とともに予測可能に減衰するのではなく、仲介要因がより複雑であると示唆している。人々には感情を和らげるのに役立つ心理的プロセスがある。心理学者は、驚くべき、予期しない、または起こりそうにない出来事がより強い感情反応を引き起こすと提案している。研究によれば、人々はランダム性とカオスに不満を持ち、出来事が驚くべきまたは予期しないときにそれを理解する方法を自動的に考える。この意味づけは、個人が予想よりも速くネガティブな出来事から回復するのに役立つ。これは免疫無視に関連しており、このような望ましくないランダム性の行為が発生すると、人々は動揺し、意味を見出したり、出来事に対処する方法を見つけようとする。人々が状況を理解しようとする方法は、体が作り出す対処戦略と見なすことができる。この考えは、これがより瞬間的な考えであるという点で免疫無視とは異なる。免疫無視は、出来事が起こる前にそれに対処しようとする。
ある研究は、意味づけプロセスがどのように感情反応を減少させるかを記録している。その研究では、小さな贈り物は理由を伴わない場合の方が理由を伴う場合よりも大きな感情反応を引き起こすことがわかった。これは理由が意味づけプロセスを促進し、贈り物の感情的影響を鈍らせるためである。研究者は、人々が状況について不確かであれば、ポジティブな状況後の快感が長く続くとまとめている。
人々は、感情反応の強度を減少させるような方法で出来事を理解するだろうということを予測することができない。このエラーは「平凡化無視」として知られている。例えば、（「上司が昇給に同意すれば、何年もの間大変喜ぶだろう」）特に昇給の可能性が低いと信じている場合、従業員はそう考えるかもしれない。リクエストが承認された直後、従業員は喜びに満ちているかもしれないが、時間とともに従業員はその状況を理解する（例えば、「私は非常に勤勉であり、上司はそれに気づいたに違いない」）、それによって感情反応を和らげる。

#### 免疫無視
ギルバートらは当初、**免疫無視**（または免疫バイアス）という用語を心理的免疫システムの機能を説明するために作った。心理的免疫システムは、ネガティブな感情の経験後にポジティブな感情を回復するプロセスの集合である。免疫無視は、ネガティブな出来事に適応し対処する傾向についての人々の無知である。無意識のうちに、体はストレスの多い出来事を識別し、その出来事に対処したり、それを避けようとしたりする。ボルガーとザッカーマンは、対処戦略は個人間で異なり、彼らの性格によって影響を受けることを発見した。彼らは、人々が一般的に将来のイベントを予測するとき彼らの対処戦略を考慮に入れないので、より良い対処戦略を持つ人々は、予測された結果と実際の結果の間により大きなインパクト・バイアスまたはより大きな差があるはずだと仮定した。例えば、道化師恐怖症の人に、サーカスに行くとどう感じるかを尋ねると、そのような恐怖の予測が体にネガティブな出来事に対処し始めさせるため、恐怖の過大評価になるかもしれない。ヘルガーらはこれをさらに調査するために、大学生のフットボールの試合に対する感情を研究した。彼らは、一般的に感情を避けるのではなく対処する学生は、チームが試合に負けた場合にどう感じるかを予測するときに、より大きなインパクト・バイアスを持つことがわかった。彼らは、より良い対処戦略を持つ人々がより速く回復することを発見した。参加者は予測を行う際に対処戦略について考えなかったため、実際に対処した人々はより大きなインパクト・バイアスを持っていた。感情を避けた人々は、予測したものに非常に近い感情を感じた。言い換えれば、感情に対処できた学生は、感情から回復することができた。学生は体が実際にストレスに対処していることに気づかず、このプロセスがストレスに対処しないよりも気分を良くした。ヘルガーはこの後、免疫無視に関する別の研究を行い、デート相手のいる人とデート相手のいない人の両方のバレンタインデーに関する予測と、その後の日々にどう感じるかを研究した。ヘルガーは、異なる対処戦略がバレンタインデーの後の日々に人々に異なる感情を引き起こすが、参加者の予測された感情はすべて似たようなものになることを発見した。これは、ほとんどの人が対処が感情的な出来事の後の感情に与える影響に気づいていないことを示している。彼はまた、免疫無視がネガティブな出来事だけでなく、ポジティブな出来事に対してもバイアスを生み出すことを発見した。これは、人々が対処し、感情的な出来事を克服する能力を考慮に入れないため、継続的に不正確な予測を行うことを示している。ヘルガーは、対処スタイルと認知プロセスが人生の出来事に対する実際の感情反応と関連していると提案した。
ギルバートとウィルソンによって提案された免疫無視の変種は、リージョン・ベータ・パラドックスであり、これは対処システムの関与によって、より強い苦痛からの回復はより弱い経験からの回復よりも速いという現象である。これは予測を複雑にし、エラーにつながる。逆に、正確な感情予測もリージョン・ベータ・パラドックスを促進することができる。例えば、キャメロンとペインは一連の研究を行い、感情予測と思いやりの崩壊現象の関係を調査した。思いやりの崩壊現象とは、助けを必要とする人の数が増えるにつれて、人々の思いやりが減少する傾向を指す。実験の参加者は、ダルフールからの1人の子供または8人のグループの子供についての話を読んだ。これらの研究者は、感情を調整するのが得意な人々は、ダルフールからの8人の子供についての話と比較して、1人の子供についての話に対してより少ない思いやりを経験する傾向があることを発見した。これらの参加者は、将来の感情状態を正確に予測し、物語から生じる増加したネガティブな感情を事前に回避することによって、思いやりを崩壊させているように見えた。この現象における事前感情調整の因果的役割をさらに確立するために、別の研究の参加者は同じ資料を読み、感情を減らすか経験するように奨励された。感情を減らすように指示された参加者は、前者（リージョン・ベータ・パラドックスの例）に対して必要とされる感情的負担と努力の増加のため、1人の子供よりも8人の子供に対してより少なく動揺していると報告した。これらの研究は、場合によっては正確な感情予測が実際にリージョン・ベータ・パラドックスを通じて思いやりの崩壊現象などの望ましくない結果を促進する可能性があることを示唆している。

#### ポジティブ対ネガティブな影響
研究によれば、ポジティブとネガティブな感情に対する感情予測の正確さは、予測の時間的距離に基づいている。フィンケナウアー、ガルッチ、ヴァン・ダイク、およびポルマンは、予測されるイベントまたはトリガーが時間的により遠い場合、人々はネガティブな影響よりもポジティブな影響に対してより大きな予測正確性を示すことを発見した。逆に、イベント/トリガーが時間的により近い場合、人々はネガティブな影響に対してより大きな感情予測正確性を示す。感情予測の正確さは、その人が自分の感情の強度をどれだけうまく予測するかにも関連している。ポジティブとネガティブの両方の感情を予測することに関して、レヴィン、カプラン、レンチ、およびセイファーは最近、人々が出来事について感じる感情の強度を高い精度で予測できることを示した。この発見は、著者らが手続き上のアーティファクトによるものであると示唆する、現在発表されている感情予測文献の多くと反対である。
もう一つの重要な感情予測バイアスは褪色効果バイアスであり、これは不快な記憶に関連する感情がポジティブな出来事に関連する感情よりも速く薄れるというものである。

### 認知におけるエラーの主要な原因

#### 焦点化
焦点化（または「焦点錯覚」）は、人々がイベントの特定の詳細に過度に焦点を当て、他の要因を無視するときに発生する。研究によれば、人々は注意を向けるときに生活の側面を誇張する傾向がある。よく知られている例は、カーネマンとシュカードの論文から来ており、彼らは1998年に「焦点錯覚」という用語を作った。彼らは、人々が中西部の誰かがカリフォルニアに住んでいればより満足するだろうと信じる傾向があるが、結果は両地域の住民に同等の生活満足度レベルを示した。この場合、容易に観察できる天候の違いに集中することが、他の要因よりも満足度の予測において重みを持った。中西部に移動したいという願望に寄与した可能性のある他の多くの要因があったが、彼らの決定の焦点は天候だった。様々な研究が参加者を「脱焦点化」しようとし、つまり1つの要因に焦点を当てるのではなく、他の要因を考えたり、状況を別の視点から見るように参加者に試みさせた。使用された方法によって結果は様々だった。成功した研究の一つは、宝くじの当選者と最近HIV診断を受けた患者がどれだけ幸せになるかを人々に想像するよう求めた。研究者は、各人の生活の詳細で日常的な説明を参加者に公開することによって、焦点化の量を減らすことができた。つまり、参加者が宝くじの当選者とHIV患者についてより多くの情報を持っていればいるほど、少数の要因にのみ焦点を当てることができなくなり、その後これらの参加者はHIV患者と宝くじの当選者の両方に対して類似のレベルの幸福を推定した。対照的に、対照群の参加者は、非現実的に異なる幸福予測を行った。これは、より多くの情報が利用可能であればあるほど、寄与要因を無視する可能性が低くなるためである可能性がある。

#### 時間割引
時間割引（または時間選好）は、未来の出来事よりも現在の出来事を重視する傾向である。特に長期間にわたる場合や若い子供や青年の場合、即時的な満足が遅延した満足よりも好まれる。例えば、子供は4カ月後の5つのキャンディ（5キャンディ/10540800秒≈0.00000047キャンディ/秒）ではなく、今すぐ1つのキャンディ（1キャンディ/0秒=無限キャンディ/秒）を好むかもしれない。キャンディ/秒が大きいほど、人々はそれを好む傾向にある。このパターンは、人々の判断が現在の出来事に偏るため、双曲線割引または「現在バイアス」と呼ばれることがある。経済学者はしばしば時間割引を将来の効用の誤予測の原因として引用する。

#### 記憶
感情予測者はしばしば過去の出来事の記憶に頼る。人々が過去の出来事の記憶を報告するとき、重要な詳細を省略したり、起こったことを変更したり、さらには起こっていないことを追加したりすることがある。これは、心が実際に起こったこと、および個人の知識、経験、既存のスキーマを含む他の要因に基づいて記憶を構成することを示唆している。高度に利用可能だが非代表的な記憶を使用することは、インパクト・バイアスを増加させる。例えば、野球ファンは、これから見る試合の感情予測の基礎として、覚えている中で最高の試合を使用する傾向がある。同様に、通勤者は電車を逃した場合にどれだけ不快に感じるかの予測を、電車を逃した最悪の時の記憶に基づいて行う可能性が高い。様々な研究は、過去の経験の回顧的評価が持続無視 や「減衰バイアス」などの様々なエラーを受けやすいことを示している。人々は、イベント全体を分析するのではなく、経験のピークとエンドを評価する際に強調する傾向がある（ピーク/エンドバイアス）。例えば、痛みを伴う経験を思い出すとき、人々は全体的な持続時間を考慮するのではなく、最も不快な瞬間とイベントの終わりに重点を置く。回顧的な報告はしばしばイベント中に経験された実際の感情と記憶の間の矛盾をさらに示し、現在の瞬間の報告と衝突する。将来に関する予測にエラーを生じさせることに加えて、この相違は経済学者に異なるタイプの効用と幸福を再定義させるきっかけとなった（経済学のセクションを参照）。
感情予測で生じる可能性のあるもう一つの問題は、人々が過去の予測を不正確に記憶する傾向があることである。メイヴィス、ラトナー、およびレヴァヴは、人々が経験がどうなるかをあらかじめ予測した方法を忘れ、彼らの予測が実際の感情と同じだと考えると予測した。このため、人々は予測で間違いを犯したことに気づかず、将来も同様の状況を引き続き不正確に予測するようになる。メイヴィスらはこれが本当かどうかを検証するために5つの研究を行った。彼らはすべての研究において、人々が以前の予測を思い出すよう求められたとき、それらは現在の状況についてどう感じているかを代わりに書いていることを発見した。これは彼らがどう感じると思っていたかを覚えていないことを示し、将来の経験のためにこのイベントから学ぶことを不可能にする。

#### 誤解
将来の感情状態を予測するとき、人々はまず出来事の良い表象を構築しなければならない。人々がその出来事について多くの経験を持っていれば、彼らは容易にその出来事を想像することができる。人々がその出来事についてあまり経験がない場合、彼らはその出来事が含む可能性が高いものの表象を作成する必要がある。例えば、賭けで100ドルを失ったらどのように感じるかを尋ねられた場合、ギャンブラーはより簡単に正確な出来事の表象を構築できる可能性が高い。「構成レベル理論」は、遠い出来事が即時のものよりも抽象的に概念化されると理論化している。したがって、心理学者はen:Template:Weasel inline具体的な詳細の不足が予測者により一般的または理想化された出来事の表象に頼るように促し、それが結果的に単純で不正確な予測につながると示唆している。例えば、近い将来の「良い日」がどのようなものかを想像するよう尋ねられたとき、人々はしばしばポジティブとネガティブの両方のイベントを説明する。しかし、1年後の「良い日」がどのようなものかを想像するよう尋ねられたとき、人々はより均一にポジティブな説明に頼る。ギルバートとウィルソンは、予測されたイベントの欠陥のある表象を思い浮かべることを「誤解問題」と呼ぶ。フレーミング効果、環境的文脈、およびヒューリスティクス（スキーマなど）は、すべて予測者が将来のイベントをどのように概念化するかに影響を与える可能性がある。例えば、オプションがフレーミングされる方法はそれらがどのように表象されるかに影響する：割り当てられる可能性のある寮の写真に基づいて将来の幸福レベルを予測するよう求められたとき、大学生は実際の建物の物理的特徴を使用して彼らの感情を予測する。この場合、オプションのフレーミングは将来の結果の視覚的側面を強調し、友好的なルームメイトを持つことなど、幸福により関連する要因を覆い隠した。

#### 投影バイアス

##### 概要
投影バイアスは、現在の好みを将来のイベントに誤って投影する傾向である。人々が将来の感情状態を見積もろうとするとき、彼らは偏りのない見積もりを与えようとする。しかし、人々の評価は彼らの現在の感情状態によって汚染されている。したがって、彼らは将来の感情状態を予測することが困難かもしれない、これは「精神的汚染」として知られる現象である。例えば、大学生がテストに不合格だったことを知ったばかりで現在ネガティブな気分にあり、2週間後のパーティーをどれだけ楽しめるかを予測した場合、彼の現在のネガティブな気分が彼の予測に影響を与える可能性がある。正確な予測を行うためには、学生は彼の予測が精神的汚染によってバイアスがかかっていることを認識し、バイアスを修正する動機づけを持ち、適切な方向と大きさでバイアスを修正できる必要がある。
投影バイアスは共感ギャップ（またはホット/コールド共感ギャップ）から生じる可能性があり、これは感情予測の現在と将来の段階が異なる生理的覚醒状態によって特徴づけられ、予測者がそれを考慮しない場合に発生する。例えば、空腹状態の予測者は、将来の好みに対する空腹の影響を見落として、後でどれだけ食べたいと思うかを過大評価する可能性が高い。投影バイアスと同様に、経済学者は共感ギャップを生み出す内臓的動機を使用して、喫煙などの衝動的または自己破壊的な行動を説明するのに役立てている。
投影バイアスに関連する重要な感情予測バイアスは、パーソナリティ無視である。パーソナリティ無視とは、将来の感情について決定を下す際に自分のパーソナリティを見落とす傾向を指す。クオイドバックとダンが行った研究では、学生の将来の試験成績に対する感情予測が、パーソナリティに関連する感情予測エラーを測定するために使用された。彼らは、試験成績について将来の感情を予測した大学生が、これらの感情を自分の気質的な幸福と関連付けることができなかったことを発見した。パーソナリティ無視をさらに調査するために、クオイドバックとダンは神経症傾向との関連で幸福を研究した。人々は2008年の米国大統領選挙の結果について、バラク・オバマとジョン・マケインの間で将来の感情を予測した。神経症傾向はインパクト・バイアスと相関しており、これは感情の長さと強度の過大評価である。自分自身を神経症傾向がより高いと評価した人々は、好みの候補の当選に対する幸福を過大評価しており、これは彼らが将来の感情状態を気質的な幸福に関連付けることに失敗したことを示唆している。
「投影バイアス」という用語は、ローウェンスタイン、オドノヒュー、およびラビンによる2003年の論文「将来の効用を予測する際の投影バイアス」で初めて導入された。

##### 投影バイアスの市場応用
新製品の目新しさは消費者を過度に興奮させ、衝動買いという負の消費外部性をもたらすことがある。このような事態を防ぐために、ジョージ・ローウェンスタインは消費者に「冷却期間」を提供することを推奨している。その間、彼らは購入について数日間考え、それから得る効用のより長期的な理解を適切に発展させることができる。この冷却期間は、特定の製品を「誇張する」必要性を減らすことで、生産側にも利益をもたらす可能性がある。消費者と生産者の間の透明性が向上し、「売り手は買い手を過度に熱狂的な状態ではなく、長期的な平均気分に置く誘因を持つ」。ローウェンスタインの推奨を実施することで、投影バイアスを理解する企業は情報の非対称性を最小化すべきである。そのようにすることで、望ましくない商品を購入することから生じる負の消費者外部性を減少させ、製品の効用を誇張するために必要な余分なコストから売り手を解放する。

##### ライフサイクル消費

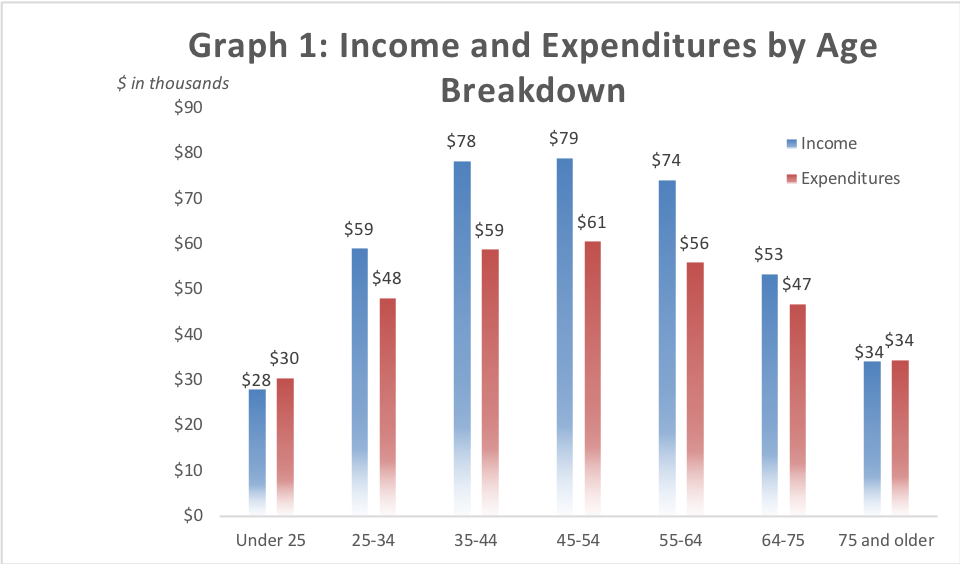
2013年の年齢層別米国市民の所得と支出

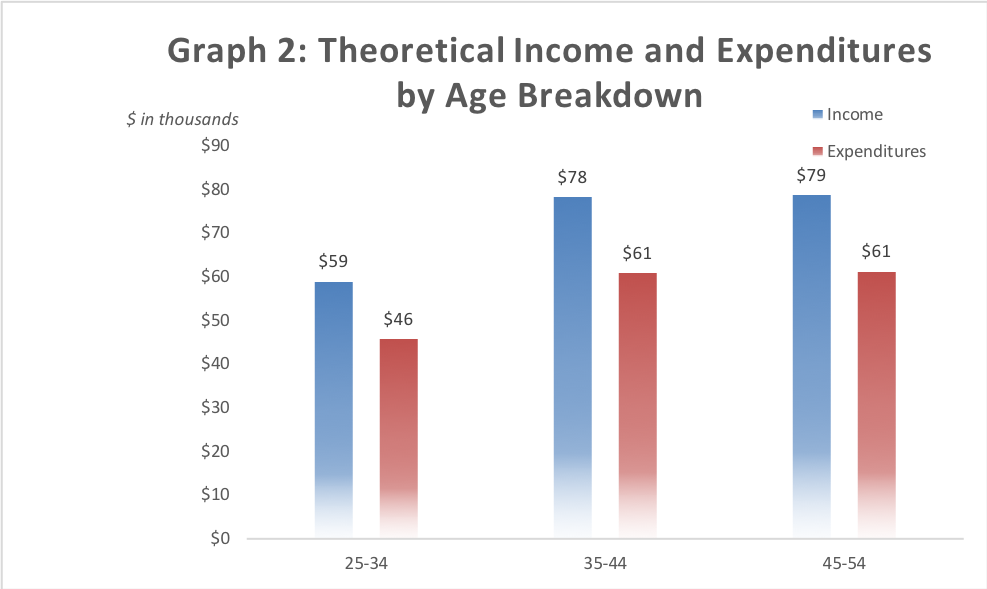
2013年の米国市民の所得と、平均経験的支出に収入を掛けて計算した理論的支出

投影バイアスは消費のライフサイクルに影響を与える。特定の商品からの即時的な効用は将来の消費からの効用を超える。その結果、投影バイアスは「人が最適なものと比較して、人生の早い段階で（予定では）消費しすぎ、人生の後半で少なすぎる」ことにつながる。グラフ1は、20歳から54歳までの総所得に対する支出の割合の減少を示している。所得が減少し始める後の期間は、退職によって説明できる。ローウェンスタインの推奨によれば、より最適な支出と所得の分布はグラフ2に示されている。ここで、所得はグラフ1と同じままだが、支出は25歳から54歳までの所得に対する支出の平均割合（77.7％）を計算し直して、それに所得を掛けて理論的な支出を導き出している。この計算は、学校や退職による25歳未満と54歳以降の予測不可能な所得のため、この年齢層にのみ適用される。

##### 食品廃棄
食品を購入するとき、人々はしばしば買い物に行くときに将来何を食べたいかを誤って予測し、その結果食品廃棄につながる。

### 動機におけるエラーの主要な原因

#### 動機づけられた推論
一般的に、感情は動機づけの強力な源である。人々はより多くの喜びをもたらす経験や達成を、より少ない喜びよりも追求する可能性が高い。場合によっては、感情予測のエラーは、予測された経験を得たり避けたりする動機として、予測者が戦略的に予測を使用することによるものと思われる。例えば、学生はテストに不合格になったら絶望的になるだろうと予測することで、より一生懸命勉強するよう自分を動機づける可能性がある。感情予測における動機づけられた推論の役割は、モアウェッジとブチェルによる研究で実証されている。研究参加者は、まだ賞を獲得できるかどうか、または目標を達成できるかどうかに影響を与えることができる間に感情予測を行った場合、結果が決定された後に感情予測を行った場合（賞を獲得したか、または目標を達成したかどうかについてまだ知らない間）と比較して、賞を獲得した場合や目標を達成した場合にどれだけ幸せになるかを過大評価する可能性が高かった。

## 経済学において
経済学者は、感情予測が密接に関連する効用、意思決定、および幸福の概念に影響を与える限りにおいて、心理学者と関心を共有している。

### 効用
感情予測エラーに関する研究は、効用最大化の従来の解釈を複雑にする。これは、合理性な決定を行うためには、人々が将来の経験や効用について正確な予測を行うことができなければならないという前提に基づいている。経済学はかつて人の選好（決定効用）の観点から効用に大きく焦点を当てていたが、予測がしばしば不正確であるという認識は、選択の時に選好を測定することが効用の不完全な概念かもしれないことを示唆している。したがって、ダニエル・カーネマンのような経済学者は、感情予測と後の結果の間の違いを対応するタイプの効用に組み込んでいる。現在の予測が**期待される**または**予測される効用**を反映する一方、イベントの実際の結果は**経験された効用**を反映する。予測効用は「特定の状況下でのすべての可能な結果の加重平均」である。経験効用とは、結果に関連する快と苦の知覚を指す。カーネマンとセイラーは「空腹なショッパー」の例を提供し、この場合、ショッパーは現在の空腹状態のため食品の購入に喜びを感じる。そのような購入の有用性は、彼らの現在の経験と空腹を満たすことの予想される喜びに基づいている。

### 意思決定
感情予測は、人間の意思決定を研究する上で重要な要素である。感情予測と経済的意思決定に関する研究には、消費者における持続性バイアスや公共交通機関の満足度予測の調査が含まれる。消費者における持続性バイアスに関連して、ウッドとベットマンによって行われた研究は、人々が商品がもたらすであろう予測される喜びとその喜びの持続時間に基づいて商品の消費に関する決定を行うことを示した。そのような喜びとその持続時間の過大評価は、商品が消費される可能性を高める。このような効果に関する知識は、消費財のマーケティング戦略の形成に役立つ。公共交通機関の満足度予測に関する研究は同じバイアスを明らかにしている。しかし、公共交通機関の経験がないため、車のユーザーは公共交通機関の使用から実際に経験するよりも少ない満足度を得ると予測し、消費に対して否定的な影響を与える。これは、不正確な予測のため、そのようなサービスの使用を控えるようになる可能性がある。広く言えば、人々がバイアスのある予測を行う傾向は、合理的な意思決定モデルから逸脱している。合理的な意思決定モデルは、関連するすべての利用可能な情報に基づいて比較を行うことを支持する、バイアスの不在を前提としている。感情予測は、消費者に商品自体の効用ではなく、消費に関連する感情に頼らせる可能性がある。感情予測研究の一つの応用は経済政策にある。予測、したがって決定がバイアスや他の要因（フレーミング効果など）の影響を受けるという知識は、人々の選択の効用を最大化する政策を設計するために使用できる。しかし、このアプローチは批判者もいる。なぜなら、それは経済的パターナリズムを正当化するとも見なされるからである。
プロスペクト理論は人々がどのように決定を行うかを説明する。これは期待効用理論と異なり、人々が効用をどのように相対的に見るかを考慮に入れ、損失回避または利益よりも損失に対してより強く反応する傾向を組み込んでいる。一部の研究者は、損失回避それ自体が感情予測エラーであると示唆しており、人々はしばしば将来の損失の影響を過大評価するためである。

### 幸福と健康
幸福の経済的定義は福祉と効用の概念と結びついており、研究者はしばしば人口における幸福レベルの向上方法に関心を持っている。経済はそのようなプログラムに資金を提供するため、福祉プログラムを通じて提供される援助に大きな影響を与える。
多くの福祉プログラムは食料や住居などの基本的必需品の獲得を支援することに焦点を当てている。これは幸福と健康が最も良く得られるのは、これらの必需品を提供する能力についての個人的認識からであるという事実によるものかもしれない。この主張は、基本的な必要性が満たされた後、収入は幸福の認識に対する影響が少なくなるという研究によって支持されている。さらに、そのような福祉プログラムの利用可能性により、恵まれない人々がより多くの自由裁量所得を持つことが可能になる。自由裁量所得は家族の外出などの楽しい経験に充てることができ、それによって彼らの幸福の感情と経験に別の次元を提供する。感情予測は幸福レベルを高めるための最良の方法に関する質問に答えるためのユニークな課題を提供し、経済学者は幸福を最大化するためにより多くの選択肢を提供することと、より多くの「客観的効用」または「経験的効用」を含む経験を提供することの間で意見が分かれている。経験的効用とは、幸福と健康の感情に対する経験の有用性を指す。経験的効用は物質的購入と経験的購入の両方を指すことができる。研究によると、チップの袋などの経験的購入は、ペンの購入などの物質的購入よりも高いレベルの幸福を予測するという結果を示している。購入経験の結果としての幸福のこの予測は感情予測を例示している。幸福の望ましいレベルを達成する手段や選択肢が増えることで、幸福レベルの向上が予測される可能性がある。例えば、必需品の選択と楽しい経験の選択の両方を自分自身に提供する能力に満足している場合、どちらか一方を選ばざるを得ない場合よりも幸せになると予測する可能性が高い。また、人々が幸福の感情に貢献する複数の経験を参照できる場合、比較の機会が増えるとより多くの幸福が予測される。これらの状況下では、選択肢の数と経験的効用の量の両方が感情予測に同じ効果を持つため、幸福を最大化するために最も効果的な方法に関する議論のどちら側を選ぶかは難しい。
感情予測研究の知見を幸福に適用することは、方法論的な問題も提起する：幸福は経験の結果を測定すべきか、それとも予測に基づいて行われた選択の結果として経験される満足度を測定すべきか。例えば、教授は終身在職権を得ることが彼らの幸福を大幅に増加させるだろうと予測するかもしれないが、研究によれば実際には、終身在職権を与えられた教授とそうでない教授の間の幸福レベルの差は無視できるほど小さい。この場合、幸福は経験の結果という観点から測定される。このような感情予測の矛盾は、予測にもかかわらず比較的安定したままであるトレッドミルに幸福を比較する快楽適応の理論にも影響を与えた。

## 法
一部の経済学者が感情予測が合理性の前提に違反する方法に注目したのと同様に、法理論家はこれらの予測の不正確さとその応用が法律における見過ごされてきた影響を持つことを指摘している。感情予測とその関連研究の法理論への応用は、感情が法制度にどのように影響するかに対処するためのより広範な取り組みを反映している。法的議論における感情と福祉への影響に加えて、ジェレミー・ブルメンタールは不法行為損害賠償、死刑判決、およびセクシャルハラスメントにおける感情予測の追加的な影響を挙げている。

### 不法行為損害賠償
陪審による不法行為損害賠償の裁定は、被害者の痛み、苦しみ、および生活の質の喪失を補償することに基づいている。しかし、感情予測エラーの発見により、陪審員は被害者の生活に対する損害の否定的影響を過大評価する予測をするため、被害者に過剰な補償を行っている可能性があると提案する人もいる。一部の学者は、不正確な感情予測を減少させる方法を調査する研究を踏まえて、潜在的に不正確な予測を軽減するために陪審員教育を実施することを提案している。

### 死刑判決
死刑判決の過程で、陪審員は被害者の家族からの被害者影響陳述（VIS）を聞くことが許可されている。これは被害者の家族が感情的にどのように影響を受けたか、そして/または、将来どのように影響を受けると予想しているかを提示することを目的としているため、感情予測を示している。これらの陳述は陪審員に感情的な危害を過大評価させ、厳しい判決を下すか、あるいは危害を過小評価し、不適切な判決をもたらす可能性がある。これらの陳述が提示される時間枠も感情予測に影響する。犯罪自体と判決（被害者影響陳述が行われる時間）の間の時間的ギャップを増やすことで、予測はより免疫無視のエラーの影響を受けやすくなる（免疫無視を参照）。免疫無視は将来の感情的危害の過小評価につながりやすく、したがって不適切な判決をもたらす。不法行為損害賠償と同様に、陪審員教育は予測エラーの悪影響を軽減するための提案された方法である。

### セクシャルハラスメント
セクシャルハラスメントに関連する事件では、判断はより被害者を非難する傾向があり、タイムリーな反応の欠如や、セクシャルハラスメント発生時に利用可能だったサービスを利用しなかったことを批判する。これは、ハラスメントの実際の経験の前に、人々はセクシャルハラスメントに対する情緒的反応と能動的反応の両方を過大評価する傾向があるためである。これは焦点化エラー（焦点化を参照）を例示しており、予測者は反応または反応の欠如に影響を与える可能性のある代替要因を無視する。例えば、ウッジッカとラフランスの研究では、インタビュー中のセクシャルハラスメントに対する女性の反応予測を調査した。予測者は怒りの感情反応を過大評価し、経験するであろう恐怖のレベルを過小評価した。彼らはまた、彼らの能動的反応を過大評価した。研究1では、参加者は性的な性質の質問に答えることを拒否するか、または面接官の上司に質問を報告すると報告した。しかし、研究2では、インタビュー中に実際にセクシャルハラスメントを経験した人のうち、どちらの能動的反応も示さなかった。陪審員がそのような予測エラーを認識できれば、そのようなエラーを調整できるかもしれない。さらに、陪審員が恐喝などのセクシャルハラスメントの被害者の反応に影響を与える可能性のある他の要因について教育されていれば、より正確な予測を行う可能性が高く、被害者自身の被害者化について責めることが少なくなる。

## 健康
感情予測は健康意思決定および医療倫理と政策への影響がある。健康関連の感情予測に関する研究は、非患者が慢性的健康状態や障害に関連する生活の質を一貫して過小評価していることを示唆している。いわゆる「障害パラドックス」は、慢性疾患のある人々の自己報告された幸福レベルと健康な人々による彼らの幸福レベルの予測との間の不一致を述べている。医療意思決定におけるこの予測エラーの影響は深刻である可能性があり、将来の生活の質に関する判断がしばしば健康決定に情報を提供するためである。不正確な予測は、たとえば足の切断のように、治療が生活様式の劇的な変化を伴う場合に、患者または一般的には医療代理人が、生命を救う治療を拒否する可能性がある。焦点化の犠牲になった患者または医療代理人は、四肢を失った後も変わらずに残る生活のすべての側面を考慮に入れないであろう。ハルパーンとアーノルドは患者間の予測エラーの認識を促進し、医療意思決定を改善するための介入を提案しているが、医療決定におけるバイアスの影響に関する直接的な研究の欠如は重大な課題を提供している。
研究はまた、将来の生活の質に関する感情予測が、予測者の現在の健康状態によって影響を受けることを示している。健康な個人は将来の低い健康状態を低い生活の質と関連付けるが、より健康でない個人は必ずしも健康状態が悪化することを想像するときに低い生活の質を予測しない。したがって、患者の予測と選好は、自身の生活の質に関して、公共の概念と衝突する可能性がある。医療の主要な目標の一つは生活の質を最大化することであるため、患者の予測に関する知識は、リソースの割り当て方法についての政策に潜在的に情報を与えることができる。
一部の医師は、感情予測エラーにおける研究結果は医療パターナリズムを正当化すると示唆している。他の人々は、バイアスは存在し、医師-患者間のコミュニケーションの変更を支持すべきだが、それらは一方的に意思決定能力を低下させるものではなく、家父長的な政策を支持するために使用されるべきではないと主張している。この議論は、患者の自律性を保護するという医療の強調と、バイアスを修正するために介入を優先するアプローチとの間の緊張を捉えている。

## 予測の改善
最近感情的に強い人生の出来事を経験した個人はインパクト・バイアスを示す。個人は実際に感じる以上に幸せに感じると予測する。過大評価に影響するもう一つの要因は焦点化であり、個人が現在の出来事に集中する原因となる。個人は他の出来事も現在の気持ちに影響を与えることに気づかないことが多い。ラムら（2005）は、個人が取る視点が予測を行う際のバイアスへの感受性に影響を与えることを発見した。
インパクト・バイアスを上回る視点はマインドフルネスである。マインドフルネスは個人が感情の過大評価を防ぐのに役立つスキルである。マインドフルであることは、個人が現在ネガティブな感情を感じるかもしれないが、その感情は永続的ではないことを理解するのに役立つ。五因子マインドフルネス質問票（FFMQ）は、個人のマインドフルネスを測定するために使用できる。マインドフルネスの五つの因子は、観察、記述、意識を持って行動すること、内的経験に対する非判断、および内的経験に対する非反応性である。予測を改善するための最も重要な二つの因子は、観察と意識を持って行動することである。観察因子は、個人がどれだけ頻繁に自分の感覚、感情、および外部環境に注意を払うかを評価する。観察する能力により、個人は一つの出来事だけに集中することを避け、他の経験が現在の感情に影響を与えることを認識できる。意識を持って行動することは、個人が慎重な考慮と集中力を持って現在の活動にどのように取り組む傾向があるかを評価することを必要とする。エマニュエル、アップデグラフ、カルムバック、およびシエスラ（2010）は、意識を持って行動する能力が、個人が現在の出来事と同時に発生する他の出来事をより意識しているため、インパクト・バイアスを減少させると述べた。現在の出来事を観察する能力は、個人が長期的な満足と充実をもたらす将来の出来事を追求することに集中するのに役立つ。